# فلسفة دنماركية
فلسفة الدنماركية لديها تقليد طويل كجزء من فلسفة غربية.
ربما كان الفيلسوف الدنماركي سورين كيركيغارد الأكثر تأثيرا، خالق الوجودية المسيحية، التي ألهمت حركة الفلسفية الوجودية. كان كيركيغارد عدد قليل من أتباع الدنماركية، بما في ذلك هارالد Høffding، الذي في وقت لاحق في حياته ينتقل لينضم إلى حركة الوضعية. بين أتباع الأخرى كيركيغارد وتشمل جان بول سارتر الذي كان معجبا مع إطلالة كيركيغارد على الفرد، ورولو ماي، الذي ساعد في إنشاء علم النفس الإنساني.